# Karl Wegerer
Karl Wegerer (* 20. September 1897 in Matzendorf; † 3. Dezember 1965) war ein österreichischer Politiker (ÖVP) und Landwirt. Wegerer war von 1949 bis 1954 Abgeordneter zum Landtag von Niederösterreich.
Wegerer besuchte die Volksschule und setzte seine Ausbildung nach dem Abschluss der Volksschule in der Ackerbauschule in Tulln an der Donau fort. Nachdem er die Ackerbauschule absolviert hatte, ergriff er den Beruf des Landwirts und war in der Folge als Bauer in Matzendorf tätig. Wegerer engagierte sich zudem bereits früh in der Politik und wurde 1921 zum Gemeinderat gewählt. Er hatte in der Folge von 1929 bis 1938 das Amt des Bürgermeisters in seiner Heimatgemeinde inne und wurde nach dem Ende des Zweiten Weltkrieges ab 1945 erneut Gemeinderat. Zwischen 1950 und 1960 übte er erneut das Amt des Bürgermeisters aus, zudem war er in mehreren Funktionen in landwirtschaftlichen Genossenschaften aktiv. Wegerer vertrat die Österreichische Volkspartei zwischen dem 5. November 1949 und dem 10. November 1954 im Landtag.